# هامور ملجم
الهامور الملجم (الاسم العلمي Epinephelus heniochus)، نوع من الهامور وفصيلة القرفصية. موطنه غرب المحيط الهادي.